# Tadeusz Kraus
Tadeusz Kraus, Tadeáš Kraus (ur. 22 października 1932 w Trzyńcu, zm. 31 października 2018) – czechosłowacki piłkarz, napastnik narodowości polskiej. Długoletni zawodnik Sparty Praga.
Urodził się na Zaolziu w polskiej rodzinie i pierwszym jego klubem była polska Siła Trzyniec. Piłkarzem Sparty był w latach 1956–1966, pełnił funkcję kapitana zespołu. Grał także w innych praskich klubach.
W reprezentacji Czechosłowacji zagrał 23 razy i strzelił 6 goli. Debiutował 6 września 1953 w meczu z Bułgarią, ostatni raz zagrał w 1959. Na dwóch turniejach mistrzostw świata, w 1954 i 1958, wystąpił łącznie w dwóch spotkaniach.
Po zakończeniu kariery sportowej pracował jako trener, m.in. ze Spartą i cypryjskim Arisem Limassol.